# Aeroporto Internacional Bangui M'Poko
O Aeroporto Internacional Bangui M'Poko (em francês: Aéroport international Bangui M'Poko) é um aeroporto internacional localizado na cidade de Bimbo, vizinha da capital da República Centro-Africana, Bangui, sendo o maior e mais movimentado do país. Em 2012, durante a Guerra Civil da República Centro-Africana, serviu de campo de refugiados.